# 韓国鉄道7500形ディーゼル機関車

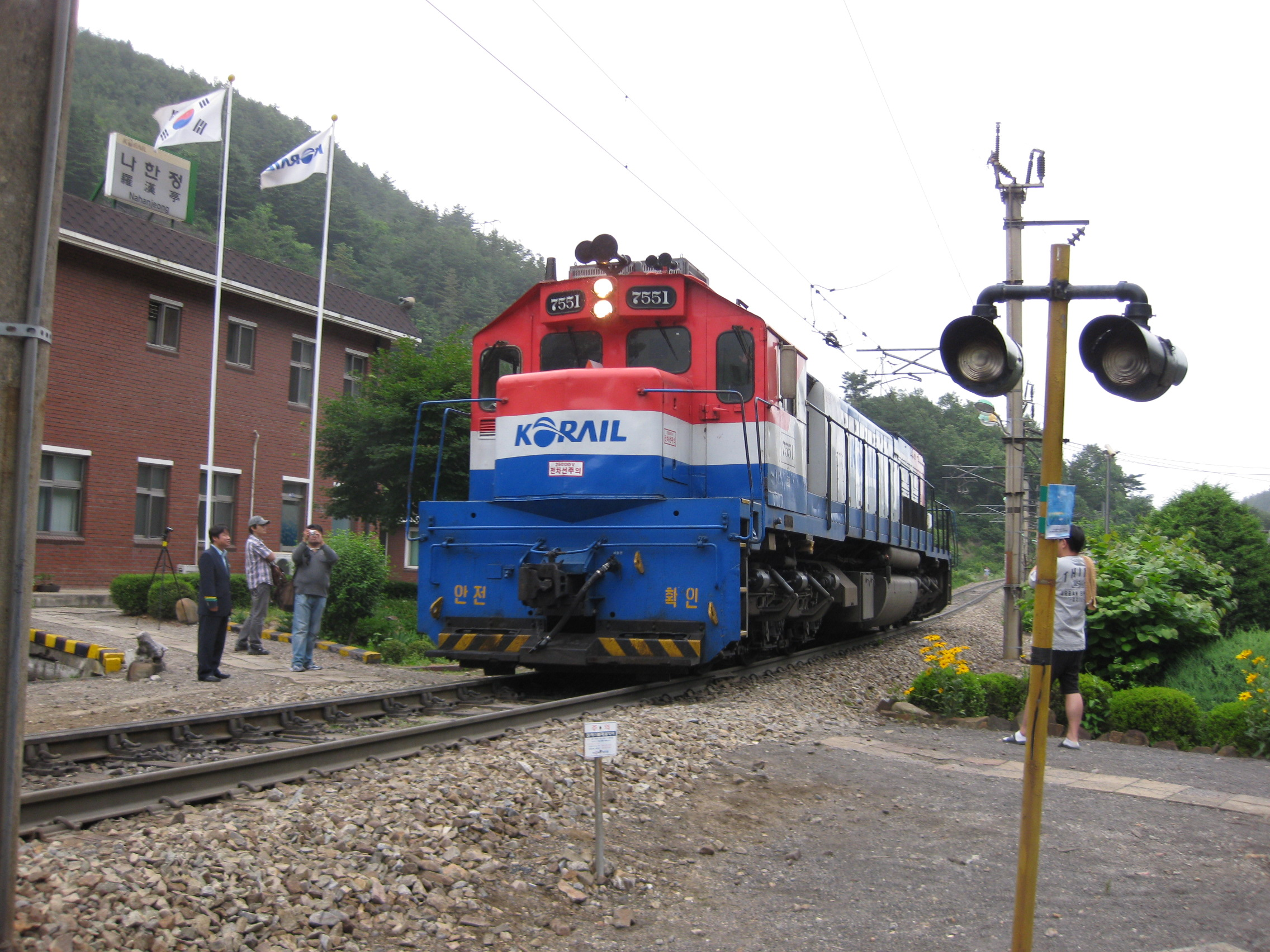
7500形ディーゼル機関車

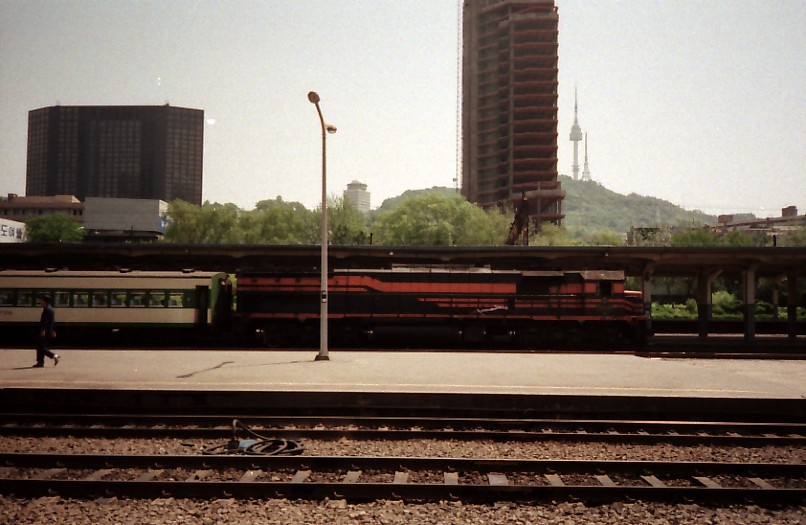
初期の塗装の7500形。
(1988年、ソウル駅にて)

7500形ディーゼル機関車は、韓国鉄道公社の貨物列車牽引用の電気式ディーゼル機関車である。1971年から91両が輸入され、2010年4月現在、41両が運用中である。7100形ディーゼル機関車と、基本的な仕様は同一であるが、ギヤ比を62:15と大きくとり、110km/hの最高速度と、高い牽引力を有している。
中央、嶺東、太白線の電化によりディーゼル機関車の需要が減少したかわりに、主要幹線の高速型機関車の必要性が高まり、40両がギヤ比を改め7200形に改造された。7500形の後期のタイプは7300形ディーゼル機関車と同じEMD GT26CW-2モデルを基礎にしており、総括制御機能を備えている。また、1999年から2003年にかけ、7500形のうち16両は、台枠を除くすべての部品が新品に交換された再生車両となり、総括制御装置が追加された。
7574号機から7576号機までは、TVM430形車内信号が搭載され、高速新線におけるKTX列車の非常牽引用として待機運用中にある。